# Acid phytic
Axit phytic là một este dihydrogenphosphat gấp sáu lần của inositol (cụ thể là của đồng phân myo), còn được gọi là inositol hexakisphosphat (IP6) hoặc inositol polyphosphat. Ở pH sinh lý, phosphat bị ion hóa một phần, tạo thành anion phytate.
Anion (myo) phytate là một chất không màu có vai trò dinh dưỡng đáng kể như là dạng dự trữ chính của phosphor trong nhiều mô thực vật, đặc biệt là cám và hạt. Nó cũng có trong nhiều loại đậu, ngũ cốc và ngũ cốc. Axit phytic và phytate có ái lực liên kết mạnh với các khoáng chất trong chế độ ăn uống, calci, sắt và kẽm, ức chế sự hấp thu của chúng.
Các polyphosphat inositol thấp hơn là các este inositol có ít hơn 6 phosphat, chẳng hạn như inositol penta- (IP5), tetra- (IP4) và triphosphat (IP3). Chúng xảy ra trong tự nhiên như là chất dị hóa của axit phytic.

## Tầm quan trọng trong nông nghiệp

Các anion phytate sáu phương.

Nói chung, phosphor và inositol ở dạng phytate không khả dụng sinh học đối với động vật không nhai lại vì những động vật này thiếu enzyme tiêu hóa phytase cần thiết để thủy phân các liên kết inositol-phosphate. Động vật nhai lại có thể dễ dàng tiêu hóa phytate vì phytase được tạo ra bởi vi sinh vật dạ cỏ.
Trong hầu hết các ngành nông nghiệp thương mại, vật nuôi không nhai lại, chẳng hạn như lợn, gà và cá, được cho ăn chủ yếu là ngũ cốc, chẳng hạn như ngô, các loại đậu và đậu nành. Bởi vì phytate từ những loại ngũ cốc và đậu này không có sẵn để hấp thụ, phytate không được hấp thụ sẽ đi qua đường tiêu hóa, làm tăng lượng phosphor trong phân. Sự bài tiết phosphor dư thừa có thể dẫn đến các vấn đề về môi trường, chẳng hạn như hiện tượng phú dưỡng. Việc sử dụng ngũ cốc nảy mầm sẽ làm giảm lượng axit phytic trong thức ăn, không làm giảm đáng kể giá trị dinh dưỡng.
Ngoài ra, các dòng đột biến axit phytic thấp khả thi đã được phát triển ở một số loài cây trồng, trong đó hạt giống đã giảm mạnh mức axit phytic và đồng thời tăng phosphor vô cơ. Tuy nhiên, cho đến nay các vấn đề nảy mầm đã cản trở việc sử dụng các giống cây trồng này. Điều này có thể là do vai trò quan trọng của axit phytic trong việc lưu trữ cả phosphor và ion kim loại. Các biến thể của phytate cũng có tiềm năng được sử dụng trong việc cải tạo đất, cố định uranium, niken và các chất gây ô nhiễm vô cơ khác.

## Vai trò sinh học và sinh lý học
Mặc dù khó tiêu đối với nhiều loài động vật, nhưng axit phytic và các chất chuyển hóa của nó khi chúng xuất hiện trong hạt và ngũ cốc có một số vai trò quan trọng đối với cây con.
Đáng chú ý nhất, axit phytic có chức năng như một kho phosphor, một kho năng lượng, một nguồn cation và một nguồn myo-inositol (một tiền chất của thành tế bào). Axit phytic là dạng dự trữ chủ yếu của phosphor trong hạt thực vật.
Trong tế bào động vật, myo-inositol polyphosphat có mặt ở khắp nơi, và axit phytic (myo-inositol hexakisphosphate) là nhiều nhất, với nồng độ dao động từ 10 đến 100 μM trong tế bào động vật có vú, tùy thuộc vào loại tế bào và giai đoạn phát triển.
Hợp chất này không thu được từ chế độ ăn uống của động vật, mà phải được tổng hợp bên trong tế bào từ phosphate và inositol (lần lượt được tạo ra từ glucose, thường ở thận). Sự tương tác của axit phytic nội bào với các protein nội bào cụ thể đã được nghiên cứu trong ống nghiệm, và những tương tác này đã được phát hiện là dẫn đến sự ức chế hoặc tăng cường hoạt động sinh lý của các protein đó. Bằng chứng tốt nhất từ những nghiên cứu này cho thấy vai trò nội bào của axit phytic như một đồng yếu tố trong quá trình sửa chữa DNA bằng cách liên kết cuối không nguyên tử. Các nghiên cứu khác sử dụng đột biến nấm men cũng cho thấy axit phytic nội bào có thể tham gia vào quá trình xuất mRNA từ nhân đến tế bào.
Inositol hexaphosphat tạo điều kiện thuận lợi cho việc hình thành bó sáu vòng xoắn và lắp ráp mạng tinh thể HIV-1 Gag chưa trưởng thành. IP6 tạo ra các tiếp xúc ion với hai vòng dư lượng lysine ở trung tâm của Gag hexamer. Sự phân cắt protein sau đó cho thấy một vị trí liên kết thay thế, nơi tương tác IP6 thúc đẩy sự lắp ráp của mạng capsid trưởng thành. Các nghiên cứu này xác định IP6 là một phân tử nhỏ tự nhiên có tác dụng thúc đẩy cả quá trình lắp ráp và trưởng thành của HIV-1.

## Khoa học thực phẩm
Axit phytic được phát hiện vào năm 1903. Axit phytic, chủ yếu là phytate ở dạng phytin, được tìm thấy trong vỏ của hạt, bao gồm các loại hạt, ngũ cốc và đậu. Kỹ thuật chuẩn bị thực phẩm tại nhà có thể phá vỡ axit phytic trong tất cả các loại thực phẩm này. Chỉ cần nấu chín thức ăn sẽ làm giảm axit phytic ở một mức độ nào đó. Các phương pháp hiệu quả hơn là ngâm trong môi trường axit, nảy mầm và lên men axit lactic như trong bột chua và dưa chua. Không có phytate có thể phát hiện được (ít hơn 0,02% trọng lượng ướt) được quan sát thấy trong các loại rau như lá hành lá và bắp cải hoặc trong trái cây như táo, cam, chuối hoặc lê.
| Thực phẩm               | Hàm lượng (g/100 g) | Hàm lượng (g/100 g) |
| Thực phẩm               | Tối thiểu           | Tối đa              |
| ----------------------- | ------------------- | ------------------- |
| Hạt bí                  | 4.3                 | 4.3                 |
| Hạt lanh                | 2.15                | 2.78                |
| Hạt mè                  | 5.36                | 5.36                |
| Hạt chia                | 0.96                | 1.16                |
| Quả hạnh                | 1.35                | 3.22                |
| Quả hạch Brazil         | 1.97                | 6.34                |
| Dừa                     | 0.36                | 0.36                |
| Hạt phỉ                 | 0.65                | 0.65                |
| Đậu phộng               | 0.95                | 1.76                |
| Hạt óc chỏ              | 0.98                | 0.98                |
| Ngô                     | 0.75                | 2.22                |
| Yến mạch                | 0.42                | 1.16                |
| Cháo bột yến mạch       | 0.89                | 2.40                |
| Gạo lứt                 | 0.84                | 0.99                |
| Gạo trắng               | 0.14                | 0.60                |
| Lúa mì                  | 0.39                | 1.35                |
| Bột mì                  | 0.25                | 1.37                |
| Mầm lúa mì              | 0.08                | 1.14                |
| Bánh mì                 | 0.43                | 1.05                |
| Đậu                     | 2.38                | 2.38                |
| Kiều mạch               | 1.00                | 1.00                |
| Đậu xanh                | 0.56                | 0.56                |
| Đậu lăng                | 0.44                | 0.50                |
| Đậu nành                | 1.00                | 2.22                |
| Đậu hũ                  | 1.46                | 2.90                |
| Đậu nành                | 1.24                | 1.24                |
| Protein đậu nành cô đặc | 1.24                | 2.17                |
| Khoai tây               | 0.18                | 0.34                |
| Rau bina                | 0.22                | NR                  |
| Quả bơ                  | 0.51                | 0.51                |
| Hạt dẻ                  | 0.47                | 0.47                |

Nguồn thực phẩm tươi giàu axit phytic 
| Thực phẩm | Hàm lượng (%) | Hàm lượng (%) |
| Thực phẩm | Tối thiểu     | Tối đa        |
| --------- | ------------- | ------------- |
| Khoai môn | 0.143         | 0.195         |
| Khoai mì  | 0.114         | 0.152         |

### Chế độ ăn uống hấp thụ khoáng chất
Axit phytic có ái lực liên kết mạnh với các khoáng chất trong chế độ ăn uống, calci, sắt và kẽm, ức chế sự hấp thu của chúng.  chất phytochemical như polyphenol và tannin cũng ảnh hưởng đến sự liên kết.  Khi sắt và kẽm liên kết với axit phytic, chúng tạo thành các chất kết tủa không hòa tan và rất ít hấp thụ trong ruột. Do đó, quá trình này có thể góp phần gây ra sự thiếu hụt sắt và kẽm ở những người có chế độ ăn dựa vào những thực phẩm này để cung cấp khoáng chất, chẳng hạn như những người ở các nước đang phát triển  và những người ăn chay.

### Tác động dinh dưỡng với con người
Vì axit phytic có thể ảnh hưởng đến sự hấp thu sắt, nên "khử hydro nên được coi là một chiến lược chính để cải thiện dinh dưỡng sắt trong thời kỳ cai sữa".  Quá trình khử thấp bằng phytase ngoại sinh thành thực phẩm chứa phytate là một cách tiếp cận đang được nghiên cứu để cải thiện sức khỏe dinh dưỡng ở những quần thể dễ bị thiếu khoáng do phụ thuộc vào thực phẩm chứa nhiều phytate. Việc nhân giống cây trồng để tăng mật độ khoáng (vi sinh vật) hoặc giảm hàm lượng phytate đang được nghiên cứu sơ bộ.